# Johannes Preibisius
Johannes Preibisius (auch: Johann Preibis; * 15. Oktober 1610 in Sprottau; † 5. September 1660 in Leipzig) war ein deutscher Rechtsgelehrter.

## Leben
Der Sohn des Bürgers und Ratsmitgliedes in Sprottau Georg Preibisius und dessen Frau Eva Leder (Lederer?) besuchte zunächst die Schule seiner Heimatstadt. Als 1629 katholische Truppen seinen Heimatort besetzten, flüchtete er nach Sagan. Ostern 1629 zog er nach Leipzig, wo er bei seinem Onkel Christoph Preibisius (1580–1651) unterkam. Dieser immatrikulierte ihn an der Universität Leipzig und schickte ihn für drei Jahre an das Magdalenengymnasium in Breslau, wo er die Fähigkeiten erwarb, eine Hochschule besuchen zu können.
Von den Wirren des Dreißigjährigen Krieges und der Pestgefahr getrieben, gelangte er Ostern 1633 wieder nach Leipzig, wo er zunächst ein Studium der philosophischen Wissenschaften aufnahm. Seine Lehrer waren neben seinem Vetter Philipp Müller (1589–1648), Conrad Bavarus (1562–1643), Johannes Ittig, und Andreas Rivinus (1601–1656). Sie vermittelten ihm die Grundlagen, so dass er 1634 Baccalaureus und 1636 zum Magister der Philosophie avancierte. Im letzteren Jahre wurde er Kollegiat am Frauenkollegium, disputierte mehrmals an der philosophischen Fakultät und wurde am 5. Oktober 1639 als Assessor an dieselbige aufgenommen.
In dieser Funktion war er 1643, 1647, 1651, 1653 sowie 1657 Dekan der philosophischen Fakultät, sowie 1645 und 1653 Prokanzler der Leipziger Hochschule. Nebenher hatte Preibisius bei Wilhelm Schmuck (1575–1634) und Sigismund Finckelthaus ein juristisches Studium absolviert. Obwohl er beabsichtigte an der Universität Straßburg zu promovieren, blieb er in Leipzig, wo er in den Wintersemestern 1654, 1658 sowie im Sommersemester 1659 Rektor der Alma Mater wurde.
Nebenher hatte sich Preibisius auch für die Belange seiner neuen Heimat eingesetzt. So hatte man ihn 1650 in das Leipziger Ratskollegium berufen, dem er noch 1651, 1652, 1657 und 1660 als Ratmann angehörte. 1650 war er Hauptmann im Hallischen Viertel, 1652 kam er in die Richterstube und wurde 1659 Stadtrichter. Nachdem er auch 1655, 1658 sowie 1659 in der Vormundsstube tätig gewesen war, führte er 1654, 1655 sowie 1658 die Revision des Kirchenhospitals durch.
Er starb an einer Grippe und wurde am 11. September begraben.

## Familie
Aus seiner am 30. Juni 1640 geschlossenen Ehe mit Maria (* 23. August 1617 in Leipzig; † 17. Mai 1667 ebenda), die Tochter des Goldschmiedes und Juweliers Jacob Lauche († 1638) und dessen Frau Anna Wiedemarck († 1637) in Leipzig, sind zwei Söhne und fünf Töchter hervorgegangen. Von den Kindern kennt man:
- Christoph studierte Jura in Königsberg
- Johann studierte Jura in Straßburg
- Anna Dorothea verh. 23. August 1659 mit Johann Adam Schertzer (1628–1683)
- Eva Maria († 1648)
- Maria verheiratet am 3. April 1665 Valentin Alberti

## Werke
- Ogdoas Theorematum Politicorum de Republica. Mintzel, Leipzig 1636. (Digitalisat)
- De Legibus Politicis Theoremata. Respondent: Valentin Kenler. Ritzsch, Leipzig 1636. (Digitalisat)
- Theoremata oeconomica societatibus. Lanckisch, Leipzig 1637. (Digitalisat)
- Diss. De societatibus Civilibus.
- Diss. De donationibus.
- Diss. Duas de ethicae aristoreicae constitatione.
- Diss. De summo rerumk humanorum fine.
- Diss. De actionum humanarum principiis.
- Diss. Duas de justitia.
- Diss. De virtute morali in genre.
- Diss. De profectione ad externas respublicas.
- Diss. De majestate et jure tum legum ferendarum rum armorum tractandorum.